# سزار لات
 سزار لات (انگلیسی: César Lattes؛ زاده ۱۱ ژوئیهٔ ۱۹۲۴ درگذشته ۸ مارس ۲۰۰۵) یک دانشمند در زمینه فیزیک ذرات اهل برزیل و یکی از کاشف های پیون بود .

## زندگی
سزار در خانواده ای یهودی مهاجر اهل ایتالیا به دنیا آمد.